# Neptunea arthritica
Neptunea arthritica is een slakkensoort uit de familie van de Buccinidae. De wetenschappelijke naam van de soort is voor het eerst geldig gepubliceerd in 1857 door Bernardi.